# Asiatischer Eschenprachtkäfer

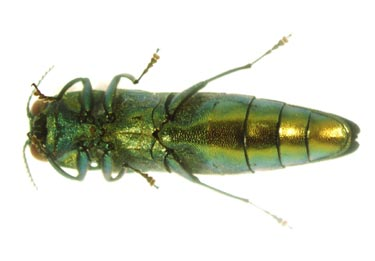
Agrilus planipennis von unten

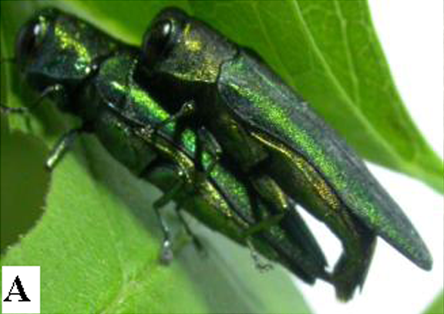
Agrilus planipennis bei der Paarung

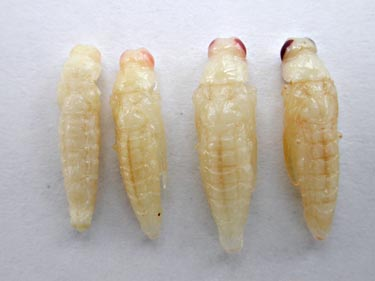
Puppen von Agrilus planipennis

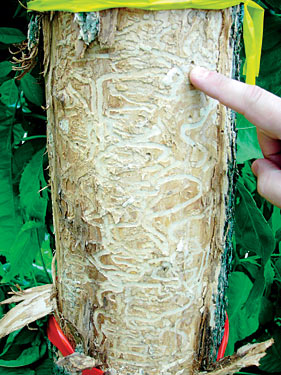
Typische Gänge unter der Rinde der Esche, durch Larvenfraß verursacht

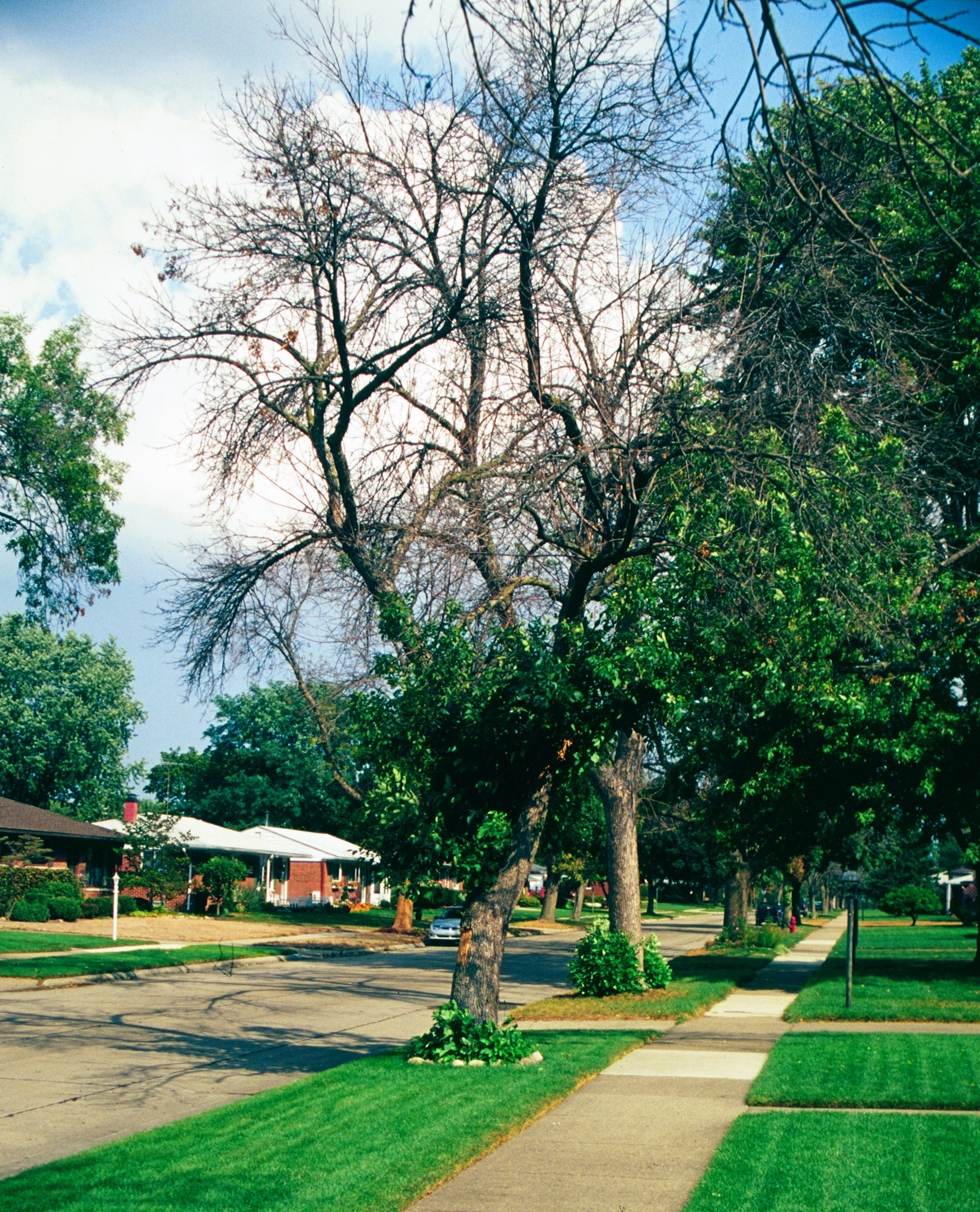
Wegen Befalls durch den Asiatischen Eschenprachtkäfer abgestorbene Rot-Esche (Fraxinus pennsylvanica)

Der Asiatische Eschenprachtkäfer (Agrilus planipennis) ist ein grün-metallisch gefärbter Käfer aus der Familie der Prachtkäfer (Buprestidae). Die Art entwickelt sich an Eschen. Der Käfer ist im Osten Asiens (Nordosten Chinas, Japan, Südkorea, Taiwan, Mongolei) und im fernöstlichen Russland heimisch. Vor Jahrzehnten wurde er auch nach Nordamerika eingeschleppt, wo er sich als invasive Spezies etabliert hat und eine große Bedrohung für die dortigen Eschenbestände darstellt.

## Merkmale
Die Imagines von A. planipennis schimmern dunkelgrün metallisch, weswegen der Käfer auch seinen englischen Namen emerald ash borer („smaragdgrüner Eschenbohrer“) erhalten hat. Im Aussehen ähneln die Käfer dem in Europa heimischen Zweipunktigen Eichenprachtkäfer (Agrilus biguttatus). Der Käfer hat einen länglichen, zum Ende hin konisch zulaufenden Körper und ist etwa 13 Millimeter lang und 2,0 Millimeter breit.

## Lebensweise
Der Asiatische Eschenprachtkäfer besiedelt sowohl gesunde als auch vorgeschädigte Bäume. Er bevorzugt ganz überwiegend Eschen, man findet ihn jedoch auch auf einigen wenigen anderen Baumarten. Nachgewiesen wurde der Käfer an Weiß-Esche (Fraxinus americana), Fraxinus chinensis, Fraxinus japonica, Fraxinus lanunginosa, Fraxinus mandshuriana, Schwarz-Esche (Fraxinus nigra), Rot-Esche (Fraxinus pennsylvanica) und Fraxinus rhynchophylla. Außerdem ist er auch an Juglans mandshurica, Japanische Flügelnuss (Pterocarya rhoifolia), sowie den Ulmenarten Ulmus davidiana und Ulmus propinqua zu finden.
Die Käfer schlüpfen im Frühjahr aus der Rinde der befallenen Bäume und sind überwiegend an warmen und sonnigen Tagen aktiv. Sie leben nur etwa drei bis sechs Wochen und ernähren sich von Eschenblättern, wodurch jedoch kein relevanter Schaden an den Bäumen entsteht. Paarungsbereite Partner suchen sie bis zu einem Umkreis von etwa 1500 m um ihren Ursprungsbaum. In Experimenten werden rund 90 % der Larven in 100 Metern Umkreis um den Ursprungsraum festgestellt. In Einzelfällen entfernen Käfer sich im Lauf ihres Lebens mehr als fünf Kilometer Luftlinie von ihrem Ursprungsbaum.
Nach der Paarung legt das Weibchen 60 bis 90 etwa einen Millimeter große Eier einzeln in die Ritzen der Eschenrinde. Etwa zwei Wochen nach der Eiablage schlüpfen die Larven und beginnen unmittelbar, sich in den Eschenstamm hineinzubohren. Unter der Rinde entstehen danach durch Larvenfraß ausgedehnte Gänge.
Nach einer Entwicklung von ein oder zwei Jahren, in denen sie vier Stadien durchlaufen, erreichen die Larven eine Länge von 26 bis 32 Millimetern und verpuppen sich in einer kleinen Kammer. Die aus den Puppen schlüpfenden Käfer bohren sich durch die Rinde und der Lebenszyklus beginnt von Neuem.

## Schadwirkung
Die betroffenen Bäume werden je nach Art in sehr unterschiedlicher Weise mit dem Befall durch den Käfer fertig. Während die meisten ostasiatischen Baumarten nur wenig geschädigt werden, hat der Befall bei den Eschenarten auf dem amerikanischen Kontinent, insbesondere der Weiß-Esche, Schwarz-Esche und Rot-Esche schwerwiegende Folgen. In der Regel stirbt der Baum aufgrund des Befalls nach wenigen Jahren ab. Bei den asiatischen Eschenarten hat die über Jahrtausende bestehende Koexistenz von Käfer und Baum zu einer partiellen Resistenz der Wirtsbäume geführt, die eine übermäßige Vermehrung der Käfer verhindert, deren Hintergründe aber bisher noch nicht völlig verstanden sind. Die amerikanischen Eschenarten kamen aber erst vor einigen Jahrzehnten mit dem Insekt in Kontakt, so dass bei ihnen keine Schutzmechanismen bestehen und sich der Käfer zum Schaden des Wirtsbaums ungebremst ausbreiten kann.
Bäume ab einem Stammdurchmesser von 2,5 cm in Brusthöhe werden befallen. Bei größeren Bäumen setzt der Befall zunächst im Kronenraum ein, was eine Identifizierung des Schädlings erschwert. Die Schädigung des Baums wird durch die Larven verursacht. Die Larvengänge zerstören die Bastschicht (das Phloem) und damit die Gefäßstruktur des Baumes, was zum Absterben der weiter oben liegenden Baumabschnitte führt. Dieser Prozess zieht sich typischerweise über zwei bis vier Jahre hin, wobei das früheste äußerlich sichtbare Zeichen das Absterben der Baumkrone ist.

## Der Asiatische Eschenprachtkäfer als invasive Spezies

### Vereinigte Staaten und Kanada
Im Jahr 2002 wurde der Asiatische Eschenprachtkäfer erstmals auf verschiedenen Eschenarten im US-Bundesstaat Michigan als Schädling entdeckt. Es wird vermutet, dass der Käfer schon in den 1980er oder 1990er Jahren aus Ostasien eingeschleppt wurde, vermutlich unbeabsichtigt durch Verwendung von Eschenholz als Verpackungsmaterial. Der Käfer breitete sich in den Eschenwäldern Michigans aus, wo er nur wenige natürliche Feinde hat. Es wird geschätzt, dass durch den Käfer im Mittleren Westen der Vereinigten Staaten bisher etwa 50 Millionen Eschen zugrunde gegangen sind. Besonders betroffen sind die Bundesstaaten um die Großen Seen. Beispielsweise wird geschätzt, dass im Bundesstaat Wisconsin mehr als 770 Millionen Eschen stehen, die etwa 7 % des gesamten Baumbestandes ausmachen.
Im Jahr 2009 wurde der Asiatische Eschenprachtkäfer schon in insgesamt 12 US-Bundesstaaten und zwei kanadischen Provinzen nachgewiesen, Anfang 2019 in 35 US-Bundesstaaten und in fünf kanadischen Provinzen. In Reaktion auf die biologische Bedrohung der Eschenbestände wurde ein umfangreiches Programm zur Eindämmung der Ausbreitung des Käfers aufgelegt und es wurden Regeln zur Emerald Ash Borer (EAB) quarantine beschlossen.
Der Umstand, dass sich das Insekt so schnell über weite Gebiete ausgebreitet hat, obwohl die Käfer selbst nur eine geringe Flugstrecke zurücklegen können, hat zu der Vermutung geführt, dass die Ausbreitung unbeabsichtigt wesentlich durch Menschen erfolgt ist, und zwar über den Transport von befallenem Eschenholz, z. B. in Form von Feuerholz. Dementsprechend wurden gesetzliche Regularien erlassen, die den Transport von Holz aus Bezirken verbieten, die unter EAB-Quarantäne stehen.

### Russland
In der Gegend von Moskau wurde der Asiatische Eschenprachtkäfer erstmals im Jahr 2002 festgestellt. Für eine gewisse Alarmstimmung sorgte im September 2013 der Bericht, dass der Käfer auch etwa 250 km westlich von Moskau gefunden wurde. 2019 wurde er erstmals in der Ukraine entdeckt. Von Wissenschaftlern wird befürchtet, dass sich die Art weiter westlich in Richtung Mittel- und Westeuropa ausbreiten wird. In den dortigen Eschenbeständen wurde der Käfer bisher nicht entdeckt, jedoch ist bekannt, dass die europäische Gemeine Esche (Fraxinus excelsior) durch den Käfer ernsthaft geschädigt werden kann. Diese Entwicklung ist besonders bedenklich, da die europäischen Eschenbestände schon seit Jahren durch ein massives Eschensterben, verursacht durch den Pilz Chalara fraxinea, dem nach Schätzungen bis zu 90 % der Eschenbestände zum Opfer fallen werden, dezimiert worden sind. Es wird befürchtet, dass die wenigen europäischen Eschen, die sich gegen Chalara fraxinea als resistent erweisen, möglicherweise dann Agrilus planipennis zum Opfer fallen werden. Den amerikanischen und europäischen Eschen könnte somit ein ähnliches Schicksal drohen wie der Amerikanischen Kastanie  (Castanea dentata) beim Auftreten des Kastanienrindenkrebses (Cryphonectria parasitica).

## Bekämpfung
Gegen die Ausbreitung von Agrilus planipennis wurden verschiedene Insektizide eingesetzt. Allerdings bestehen gegen den Einsatz in großen Waldgebieten erhebliche ökologische Bedenken. Neben Breitbandinsektiziden haben sich Benzoate von Abamectin-Derivaten als spezifische Insektizide gegen den Asiatischen Eschenprachtkäfer bewährt. Diese werden durch Benetzung des Wurzelraums oder per Injektion in den Baum eingebracht. Für alle Insektizideinsätze hat sich die Anwendung im Frühjahr als am wirksamsten erwiesen.
Es gibt auch Konzepte zur biologischen Schädlingsbekämpfung. So ist beispielsweise Cerceris fumipennis, eine in Nordamerika natürlich vorkommende Grabwespenart aus der Familie Crabronidae, die ihre Eier in die Larven von Prachtkäfern ablegt, als möglicher Parasitoid von Agrilus planipennis im Gespräch. Von verschiedenen Parasitoiden aus dem Ursprungsraum des Asiatischen Eschenprachtkäfers, die in Nordamerika ausgesetzt wurden, scheint die Erzwespe Tetrastichus planipennisi der wirkungsvollste Organismus zu sein, kann allerdings Larven nur unter dünner Rindenabdeckung erreichen. Von der größeren Brackwespenart Spathius galineae wird in dieser Hinsicht eine größere Schlagkraft erwartet, jedoch steht die Forschung dazu noch am Anfang. Erste Beobachtungen in Russland deuten darauf hin, dass auch die in Europa weit verbreitete Brackwespe Spathius polonicus die Larven gut zur Eiablage annimmt. Es gibt sogar Hinweise darauf, dass die Wespe sich wegen der Anwesenheit des Käfers stärker nach Osten ausdehnt. Von nordamerikanischen Spechten werden die Larven gut als Nahrung angenommen. Wirksam scheint auch das Anlocken der Käfer durch gestresste, beispielsweise geringelte, Eschen zu sein. Solche Bäume werden fünf- bis zehnmal so stark vom Käfer befallen wie gesunde, was zu einer Verringerung des Schädlingsdrucks auf andere Bäume führt. Das winterliche Fällen und Ablängen dieser Bäume auf Meterstücke verhindert die Entwicklung eines überwiegenden Großteils der Larven zu Käfern. Durch Verarbeitung der Bäume zu Hackschnitzeln und Verbrennen der Äste kann die Fallenwirkung weiter verstärkt werden.
Bislang hat kein rein biologischer Ansatz zu einem maßgeblichen Rückgang der Verbreitung des Asiatischen Eschenprachtkäfers geführt. In Ober-Michigan erwies ein Freilandversuch in den Jahren 2008 bis 2012, dass sowohl der Einsatz von Abamectin-Benzoaten als auch das Ringeln einiger weniger Bäume die Flächenausdehnung der Käferpopulation deutlich verlangsamen, diese aber nicht ganz verhindern kann.